# Myxine affinis
Myxine affinis – gatunek bezszczękowca z rodziny śluzicowatych (Myxinidae). 

## Zasięg występowania
Cieśnina Magellana oraz płd. Argentyna i Chile.

## Cechy morfologiczne
Osiąga max. 65,9 cm długości całkowitej. 

## Biologia i ekologia
Występuje na głębokości 30-150 m.